# Baron FitzWalter

Wappen der Familie FitzWalter

Baron FitzWalter (auch Baron Fitzwalter) ist ein erblicher britischer Adelstitel, der je einmal in der Peerage of England und der Peerage of the United Kingdom verliehen wurde.

## Verleihungen
Der Titel wurde am 23. Juni 1295 für Robert FitzWalter geschaffen, indem dieser durch Writ of Summons ins königlichen Parlament berufen wurde. Als Barony by writ ist der Titel in Ermangelung männlicher Nachkommen auch in weiblicher Linie vererbbar. Da der 2. und der 6. Baron nie an einem Parlament teilnahmen, werden sie manchmal nicht als Barone Fitzwalter gezählt, wodurch sich die Nummerierung der folgenden Barone verschieben kann.
Dem 9. Baron wurde der Titel 1496 wegen Hochverrates aberkannt. 1506 wurde er für dessen Sohn als 10. Baron wiederhergestellt. Ebendieser wurde am 18. Juni 1525 in der Peerage of England zum Viscount FitzWalter sowie am 8. Dezember 1529 zum Earl of Sussex erhoben.  Beim Tod von dessen Urenkel, dem 5. Earl, fielen das Earldom und die Viscountcy an dessen Cousin Edward Radclyffe, der Anspruch auf die Baronie FitzWalter aber fiel an Henry Mildmay, einen Nachkommen der Tochter des 2. Earls. Ihm und seinem gleichnamigen Sohn, gelang es in der Folgezeit nicht seinen Anspruch wirksam nachzuweisen, so dass sie ihren Sitz im House of Lords nie einnehmen konnten. Erst dessen jüngerem Bruder Benjamin Mildmay gelang es 1667 die Bestätigung des Titels zu erwirken und den Parlamentssitz einzunehmen.
Der 19. Baron wurde am 14. Mai 1730 in der Peerage of Great Britain auch zum Earl FitzWalter und Viscount Harwich, in the County of Essex, erhoben. Diese beiden Titel erloschen bei seinem kinderlosen Tod 1756.
Von 1756 bis 1924 und von 1932 bis 1953 war der Baronstitel jeweils abeyant.
Während der Titel abeyant war, wurde am 17. April 1868 in der Peerage of the United Kingdom der Titel Baron Fitzwalter, of Woodham Walter in the County of Essex, für Sir Brook Bridges, 5. Baronet, neu geschaffen. Dieser führte bereits seit 1829 den 1718 in der Baronetage of Great Britain geschaffenen Titel Baronet, of Goodnestone in the County of Kent. Da er kinderlos blieb, erlosch diese Baronie bei seinem Tod am 6. Dezember 1875.
Heutiger Titelinhaber der Baronie erster Verleihung ist Julian Plumptre als 22./20. Baron.

## Liste der Barone FitzWalter

### Barone FitzWalter, erste Verleihung (1295)
- Robert FitzWalter, 1. Baron FitzWalter (1247–1326)
- Robert FitzWalter, 2. Baron FitzWalter (um 1297–1328)
- John FitzWalter, 3./2. Baron FitzWalter (um 1315–1361)
- Walter FitzWalter, 4./3. Baron FitzWalter (1345–1386)
- Walter FitzWalter, 5./4. Baron FitzWalter (1368–1406)
- Humphrey FitzWalter, 6. Baron FitzWalter (1398–1415)
- Walter FitzWalter, 7./5. Baron FitzWalter (1400–1431)
- Elizabeth Radcliffe, 8./6. Baroness FitzWalter (1430–1485)
- John Radcliffe, 9./7. Baron FitzWalter (1451–1496) (Titel verwirkt 1496)
- Robert Radcliffe, 1. Earl of Sussex, 10./8. Baron FitzWalter († 1542) (Titel wiederhergestellt 1506)
- Henry Radclyffe, 2. Earl of Sussex, 11./9. Baron FitzWalter (um 1506–1557)
- Thomas Radclyffe, 3. Earl of Sussex, 12./10. Baron FitzWalter (um 1525–1583)
- Henry Radclyffe, 4. Earl of Sussex, 13./11. Baron FitzWalter (um 1530–1593)
- Robert Radclyffe, 5. Earl of Sussex, 14./12. Baron FitzWalter († 1629) (Titel ruht 1629)
- Henry Mildmay, de iure 15./13. Baron FitzWalter (um 1585–1654)
- Henry Mildmay, de iure 16./14. Baron FitzWalter († 1662)
- Benjamin Mildmay, 17./15. Baron FitzWalter (um 1646–1679) (Titel bestätigt 1667)
- Charles Mildmay, 18./16. Baron FitzWalter (1670–1728)
- Benjamin Mildmay, 1. Earl FitzWalter, 19./17. Baron FitzWalter (1672–1756) (Baronie abeyant 1756)
- Henry Plumptre, 20./18. Baron FitzWalter (1860–1932) (Abeyance beendet 1924; Baronie abeyant 1932)
- Fitzwalter Plumptre, 21./19. Baron FitzWalter (1914–2004) (Abeyance beendet 1953)
- Julian Plumptre, 22./20. Baron FitzWalter (* 1952)

Titelerbe (Heir Apparent) ist der Sohn des aktuellen Titelinhabers, Hon. Edward Plumptre (* 1989).

### Barone FitzWalter, zweite Verleihung (1868)
- Brook Bridges, 1. Baron FitzWalter (1801–1875) (Titel erloschen)